# Troglodytes (peuple)
Pour les articles homonymes, voir Troglodyte.
Les Troglodytes (en grec ancien : Τρωγλοδύται), ou Troglodyti (littéralement : « amateurs de cavernes »), était un peuple mentionné dans divers endroits par de nombreux géographes et historiens grecs et romains, y compris Hérodote (Ve siècle av. J.-C.), Agatharchide (IIe siècle av. J.-C.), Diodore de Sicile (ier siècle av. J.-C.), Strabon (64/63 av. J.-C. - 24 env.), Pline l'ancien (ier siècle), Flavius Josèphe (37 - 100 avant J.-C.), Tacite (56 - après 117), etc.

## Vocabulaire
Le terme « troglodyte » vient du grec ancien τρωγλοδύτης, de τρώγλη (caverne) et δύειν (pénétrer dans, plonger) puis du latin troglodyta. Un troglodyte est un être vivant habitant une caverne ou une demeure creusée dans la roche ou dans des grottes naturelles.

## Histoire
Le nom de Troglodytes semble être attribué à différents peuples du monde. Entre autres de la péninsule arabique, d'Afrique de l'Est, d'Europe et de Libye antique, ces derniers étant connus des auteurs de l'Antiquité classique. Le premier à en faire mention semble être l'historien grec Hérodote dans ses Histoires. Selon lui, les Troglodytes étaient voisins des Garamantes qui les poursuivaient sur leurs chars à quatre chevaux. Ils étaient les plus rapides de tous les hommes à la course à pied et ils mangeaient des lézards et autres reptiles. Leur langue ressemblait à des cris aigus. 

Dans Geographica de Strabon, toute une partie du chapitre IV est consacrée à la description des mœurs des Troglodytes qui commence ainsi : 
« Les Troglodytes suivent le genre de vie nomade ; et [leurs différentes tribus] sont gouvernées par des chefs particuliers : la communauté des femmes et des enfants est établie parmi eux, à l'exception des chefs; et celui qui commet un adultère avec la femme d'un de ces derniers, est condamné à une amende qui consiste en un mouton. Les femmes se peignent soigneusement avec de l'antimoine; elles s'entourent le cou de coquilles, pour se défendre contre les maléfices. »
Au Ier siècle avant notre ère, Diodore de Sicile fait de la Troglodytice une région africaine située au Sud-Est de l'Égypte et bordant la mer Rouge. Il s'agit probablement des régions de l'actuel désert de Nubie et de la Corne de l'Afrique. Il y mentionne des peuples Éthiopiens et Troglodytes qui font du commerce sur les côtes. Il décrit parmi eux les Cynamolges qui boivent le lait des chiennes et chassent les troupeaux de bœufs sauvages avec de grands chiens ou encore, les Ichtyophages qui se nourrissent de poisson cru, n'ont de commerce avec aucun autre peuple, ne connaissent pas la violence et vivent au milieu des colonies de phoques. Les Troglodytes appelés aussi Nomades parce que ce sont des pasteurs vivent dans les régions désertiques et semi-désertiques à l'Ouest du Nil. Leur richesse est constituée de troupeaux de bœufs. Très belliqueux, ils forment des clans rivaux qui s'affrontent dans des guerres sanglantes. Ils sont très habiles dans le maniement de l'arc et dans le jet de pierres qu'ils apprennent dès l'enfance. La tribu des Mugabares est particulièrement puissante ; ses guerriers usent d'un bouclier de cuir, d'un gourdin et de javelines. Les Troglodytes luttent entre eux et contre les autres pasteurs (Libyens ou Éthiopiens) afin de prendre le contrôle de points d'eau et des meilleurs pâturages. Courageux, ils n'hésitent pas à lutter contre des bêtes féroces mais ils craignent le taureau sauvage. Diodore nous dit encore qu'ils enterrent leurs morts en riant sous un monticule de pierres. 
Ils sont également cités par Pline l'Ancien qui décrit le commerce que les Troglodytes font des escarboucles (grenats), venues d'Éthiopie, avec les Garamantes. Ils sont encore cités comme étant voisins de ces derniers lors de l'expédition menée contre les Garamantes par Septimus Flaccus en 67 de notre ère. Dans son Histoire naturelle, le naturaliste Pline l'Ancien donne une description des Troglodytes tout en les associant à divers peuples plus ou moins mythologiques, les Garamantes, les Augyles, etc. : 
« Les Troglodytes creusent des cavernes, ce sont leurs maisons ; la chair des serpents leur sert de nourriture ; ils ont un grincement, point de voix, et ils sont privés du commerce de la parole. Les Garamantes ne contractent point de mariages, et les femmes sont communes. Les Augyles n'honorent que les dieux infernaux. Les Gamphasantes, nus, ignorants des combats, ne se mêlent jamais aux étrangers. On rapporte que les Blemmyes sont sans tête, et qu'ils ont la bouche et les yeux fixés à la poitrine. »
Les Troglodytes font réellement leur apparition dans l'Histoire à la fin du IIe siècle de notre ère et surtout au suivant ; associés à d'autres nomades (Blemmyes, Nubae, Nobates) ils opèrent de fréquentes incursions en Haute et Moyenne-Égypte.

## Mythologie
Un ensemble d'autres peuplades mentionnés par l'historiographie antique portaient également le nom de Troglodytes. Il s'agissait là d'une race à peine humaine, velue comme des bêtes et ne communiquant que par cris ; ils vivaient dans des cavernes. On peut y voir le mythe des peuplades primitives.
Dans sa classification des êtres vivants C. von Linné regroupe en troglodytes : Homo nocturnus, Homo sylvestris, Orang-Outang et Kakurlacko. Par la suite, dans Amoenitates academicae (1763), il définit un taxon assez vaste Homo anthropomorpha désignant une variété de créatures mythologiques et proches de l'homme, comme le troglodyte, le satyre, l'hydre, le phoenix. Il ajoute que ces créatures n'existèrent pas vraiment mais qu'elles étaient des descriptions inexactes de créatures ressemblant aux grands singes.
Le dictionnaire Larousse du XXe siècle de 1920, publie une photographie avec une note qui présente les troglodytes comme des sortes de sauvages : ainsi, les auteurs rapportent que Pline l'Ancien, Ptolémée et Strabon ont parlé des Troglodytes. Selon Strabon, ils ne cultivaient pas la terre mais habitaient les anfractuosités des rochers et vivaient des produits de leur chasse. Les femmes et les enfants étaient en commun. Ils mangeaient aussi les serpents, aux dires de Pline, et n'avaient aucune langue fixée mais poussaient de simples cris gutturaux.

## Littérature
Montesquieu dans les Lettres persanes XI à XIV, les prend comme référence : 
« Il y avait en Arabie un petit peuple, appelé Troglodyte, qui descendait de ces anciens Troglodytes qui, si nous en croyons les historiens, ressemblaient plus à des bêtes qu'à des hommes »
Il les décrit comme un « peuple indigne devenu vertueux », ce qu'il confirme ensuite : « Je ne saurais assez te parler de la vertu des Troglodytes ».
En fait, Montesquieu relate un apologue en quatre Lettres, sous couvert de description d’un peuple d’Orient (très prisé à son époque), qui a pour but de développer les idées de l’auteur sur la société.
Le Combat d'Adam et Ève mentionne que les premiers humains durent vivre dans une grotte en haut d'une montagne, nommée 'la caverne des trésors', (latin) spelunca thesaurorum, qui se trouvait à l'ouest du Jardin d'Éden après leur expulsion [(anglais) The Cave of Treasures (British Museum Mss 25875), publié en langue syriaque par st Ephrem, traduit par Wallis Budge, 1927].
Dans L'Immortel, nouvelle de l'auteur argentin Jorge Luis Borges (1947), un tribun romain voyage à travers l'Afrique pour trouver la mystérieuse cité des immortels. Peu avant d'atteindre son but, il séjourne chez des Troglodytes.